# Набережночелнинский речной порт
Набережночелнинский речной порт — речной порт на реке Кама, в городе Набережные Челны. Является одним из старейших предприятий города, Республики Татарстан и всего Прикамья.
В советский период речной порт «Набережные Челны» входил в десятку крупнейших портов СССР и обладал огромным имущественным комплексом.

## История
Основание Челнинской пристани, при отсутствии других данных, можно отнести примерно к 1850 году. И связано это, прежде всего, с развитием пароходства и торговли различными товарами, прежде всего хлебом.
Развитие пароходства по Каме, быстрый рост количества судов способствовало увеличению значения Челнинской пристани. На Нижней Каме выделялось около 30 пристаней — с. Пьяный Бор, Икское Устье, Бережные Челны, Бетьки, Елабуга, Сокольи Горы, Омары, Чистополь, Мурзиха, Лаишев и др. Среди них важнейшими считались пристани в Бережных (Набережных) Челнах.
В начале XX века стоимость отправляемых грузов с Челнинской пристани оценивалась в 6110 тыс. руб. (для сравнения: из Чистополя — 5467, из Уфы — 6348, из Перми — 5243; с волжских пристаней: Тетюши — 3291, Кострома — 3833, Камышин — 6056 и т. д.).
Челнинская пристань выгодно отличалась от других тем, что здесь находился один из лучших затонов для зимовки судов. Он располагался напротив Бережных Челнов, у правого берега, за Тарловским островом. В нём одновременно могло зимовать до 45 судов.
Челнинская пристань была известна не только как грузовая пристань, но и как пассажирская. Для жителей Мензелинского и нескольких других уездов это был наиболее дешевый и доступный путь добраться до важнейших центров — Казани, Уфы и других городов.
Челнинская пристань, принимала пароходы, совершавшие рейсы между Казанью и Уфой.
Значительно возрос уровень комфорта для пассажиров. Пароходы были уже большей частью двухпалубные, освещались электричеством, имели паровое отопление.
Ещё один вопрос, касающийся Челнинской пристани — это переправа через р. Каму. Первое время она находилась в ведении Удельного ведомства и производилась с помощью парома. В марте 1876 г. она была передана земству.
Функционирование Челнинской пристани, несомненно, оказывало влияние на род занятий жителей Набережных Челнов. Так, по подворной переписи 1912—1913 г.г., основная численность населения Мысово-Челнинской волости была занята на строительстве барок и лодок, службе на пароходах, на перевозках.
 Во время навигации многие челнинцы подрабатывали на пристани. Многие жители получали дополнительный доход, сдавая землю в аренду, превращая свои дома в постоялые дворы, занимаясь торговлей на пристани. Поэтому челнинцы по сравнению с жителями соседних селений считались людьми зажиточными.
В начале XX века пристань в Бережных Челнах окончательно превратилась в одну из крупнейших грузовых пристаней на Волге и Каме.
Три четверти заготовленного хлеба с Челнинской пристьани по-прежнему отправлялось в Рыбинск. Большое количество грузов шло также в Ярославль, Нижний Новгород, Городец, Казань, Астрахань, Муром, Пермь.
Широко была развернута торговля мануфактурными товарами, чаем, сахаром. Для этого использовались торговые помещения в Набережных Челнах, Тлянчетамаке, Шугане, Актаныше.

## Общая информация
Речной порт Набережных Челнов позволяет принимать под обработку сухогрузные и пассажирские суда смешанного типа плавания «река-море». Здесь оборудован причал для переработки, хранения тарно-штучных грузов и контейнеров. Длина его — 217 погонных метров, пропускные возможности по перевозке грузов до 112 тысяч тонн за навигацию. В порту есть и пассажирский речной вокзал, где одновременно могут пришвартоваться четыре судна. Инфраструктура вокзала позволяет обслужить до 200 тысяч пассажиров за навигацию.
В распоряжении Набережночелнинского речного порта имеется:
- 10 толкачей для вождения барж,
- 3 сухогрузных судна-площадки,
- 8 плавкранов для погрузки и выгрузки грузов,
- 2 земснаряда для добычи нерудно-строительных материалов,
- 13 несамоходных барж,
- нефтебункеровочная станция для заправки судов,
- теплоход ОС-7 для приема подсланевых и фекальных вод,
- 8 вспомогательных судов.

## Руководство
С 2011 года директором Набережночелнинского речного порта является Гайнутдинов Анвар Билалович, кандидат экономических наук. Родом из Агрыза. В Набережных Челнах живёт с 1985 года, в прошлом работал заместителем завода по ремонту тракторов, заместителем директора филиала Института экономики, управления и права, советником мэра города Набережные Челны, руководителем Исполкома Автозаводского района Последнее место работы до нового назначения — директор трубопрокатного завода.